# Stadsmuseum Groenlo

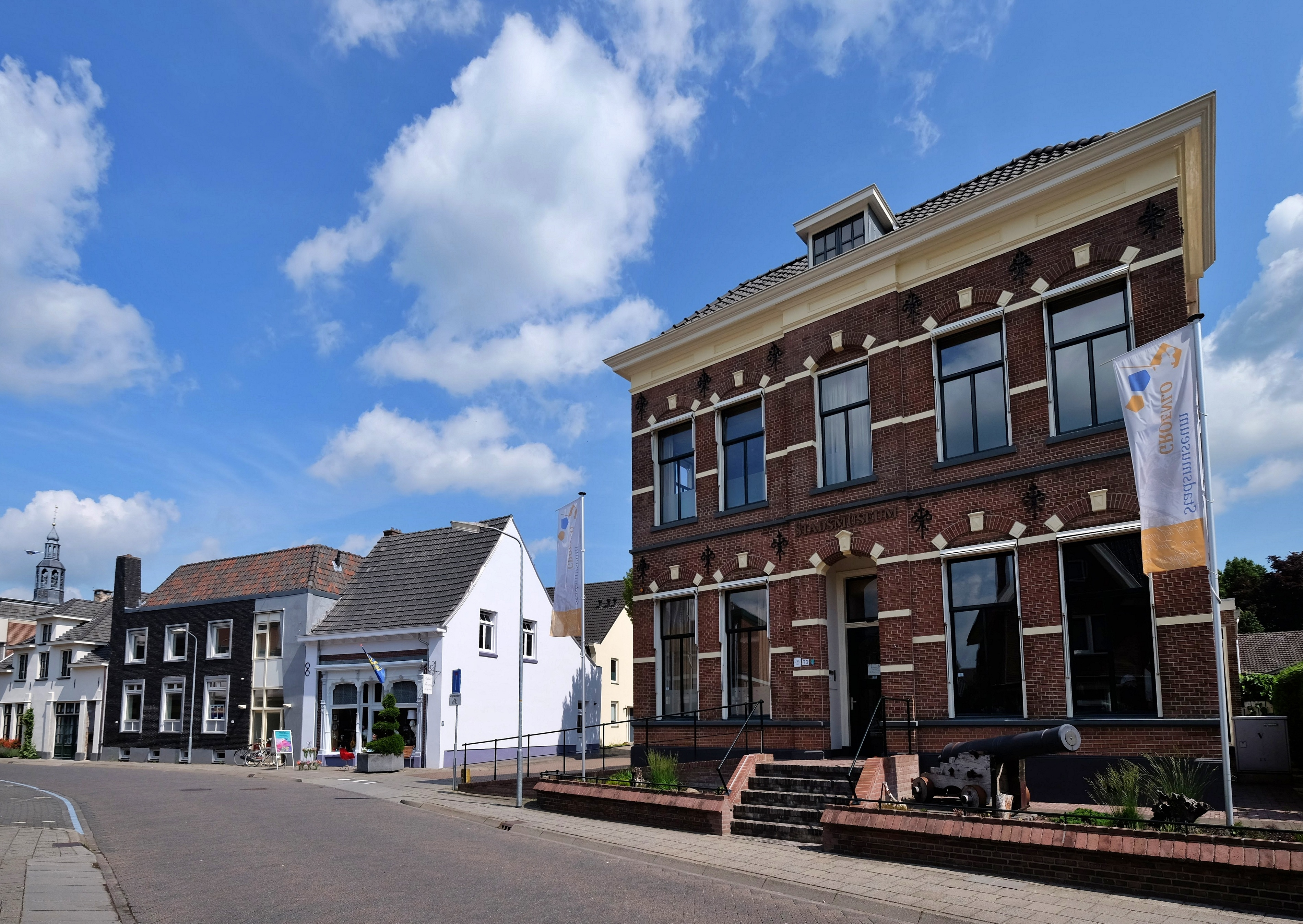
Voormalig Stadsmuseum Groenlo

Het Stadsmuseum Groenlo was een museum in de stad Groenlo aan de Mattelierstraat 33. In het museum werd het verhaal uit de doeken gedaan van de Nederlandse Opstand (Tachtigjarige Oorlog) en de rol die Grol daarin speelde. Het museum had een wapencollectie uit die tijd, stadsmaquette, prentenkabinet, schilderijen,... Een inleidende film over de Tachtigjarige Oorlog en een kinderfilm maakten de bezoeker wegwijs. Sinds 2025 is het stadsmuseum opgegaan in het nieuwe Nationaal Museum Tachtigjarige Oorlog.